# New York Studio School of Drawing, Painting and Sculpture
La New York Studio School of Drawing, Painting and Sculpture  es una escuela histórica ubicada en Nueva York, Nueva York. La New York Studio School of Drawing, Painting and Sculpture se encuentra inscrita como un Hito Histórico Nacional en el Registro Nacional de Lugares Históricos desde el 27 de abril de 1992.  

## Ubicación
La New York Studio School of Drawing, Painting and Sculpture se encuentra dentro del condado de Nueva York en las coordenadas 40°43′57″N 73°59′53″O / 40.7325, -73.998056.